# Howard (Adelsgeschlecht)

Ursprüngliches Stammwappen der Familie Howard

Wappen des Duke of Norfolk, Oberhaupt der Familie Howard

Die Adelsfamilie Howard galt und gilt als Spitze des englischen katholischen Adels. Das Oberhaupt der Familie, der Duke of Norfolk, ist der erste Peer des Reiches und erblicher Earl Marshal von England.

## Geschichte
Der Gründer des Hauses war William Howard († 1308), seit 1297 oberster Richter des Court of Common Pleas. Dessen Enkel John Howard war Admiral der Navy (1337) und Sheriff von Norfolk. Johns Urenkel Robert Howard heiratete Margaret, Tochter und Miterbin des Thomas Mowbray, 1. Duke of Norfolk. Beider Sohn John Howard wurde 1483 zum Duke of Norfolk erhoben. 
Bedeutsame Mitglieder der Familie sind unter anderem die einflussreiche Agnes Howard, Duchess of Norfolk, ihr Stiefsohn, der englische Staatsmann Thomas Howard, 3. Duke of Norfolk und dessen Nichten, die angeheirateten Königinnen Anne Boleyn und Catherine Howard.
Thomas Howard, 4. Duke of Norfolk (1538–1572), bekannte sich zur neu gegründeten Anglikanischen Staatskirche. Er heiratete jedoch mehrere streng katholische Frauen und ließ seine Kinder katholisch erziehen, diese konvertierten später auch offiziell zum Katholizismus. Sein Sohn Philip Howard, 20. Earl of Arundel, wurde deshalb von Elisabeth I. von 1584 bis zu seinem Tod 1595 im Tower of London eingesperrt; später wurde er als Märtyrer anerkannt und ist seit 1970 ein Heiliger der katholischen Kirche. Henry Howard, 6. Duke of Norfolk, verlor 1678 seinen Sitz im House of Lords aufgrund einer angeblichen Papisten-Verschwörung; er weigerte sich, seinem Glauben abzuschwören und ging für drei Jahre ins Exil nach Brügge. Die Familie Howard bekennt sich bis heute zur römisch-katholischen Kirche.

## Titelübersicht

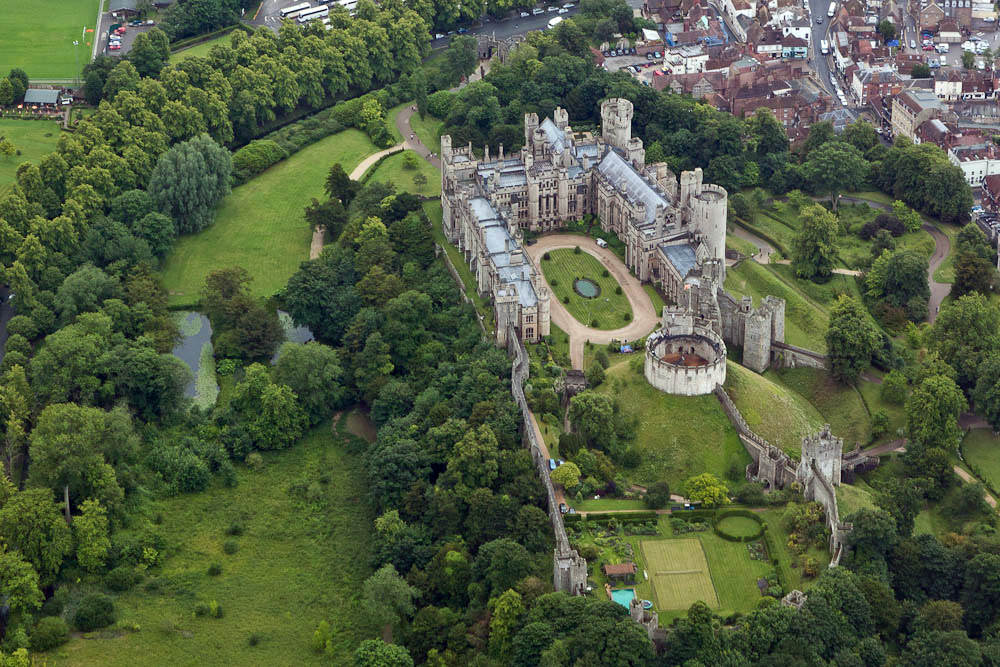
Arundel Castle, Sitz der Dukes of Norfolk

Mitglieder der weitverzweigten Familie Howard führten bzw. führen folgende Adelstitel:
- Duke of Norfolk
- Earl of Arundel
- Earl of Berkshire
- Earl of Bindon
- Earl of Carlisle
- Earl of Effingham
- Earl of Norfolk
- Earl of Northampton
- Earl of Norwich
- Earl of Nottingham
- Earl Marshal
- Earl of Suffolk
- Earl of Surrey
- Earl of Wicklow
- Viscount Andover
- Viscount FitzAlan of Derwent
- Viscount Howard of Bindon
- Viscount Howard of Morpeth
- Viscount Wicklow
- Baron Fitzalan
- Baron FitzAlan, Clun and Oswaldestre
- Baron Beaumont
- Baron Chesterford
- Baron Clonmore
- Baron Dacre
- Baron Howard
- Baron Howard de Walden
- Baron Howard of Castle Rising
- Baron Howard of Charlton
- Baron Howard of Effingham
- Baron Howard of Escrick
- Baron Howard of Glossop
- Baron Howard of Marnhull
- Baron Howard of Penrith
- Baron Maltravers
- Baron Mowbray
- Baron Segrave
- Baron Howard of Henderskelfe (Life Peerage)
- Baron Howard of Rising (Life Peerage)
- Lord Ruthven of Freeland
- Baronet, of Bushey Park
- Baronet, of Great Rissington